# Buffy Dee
Buffy Dee (nombre artístico de Anthony DeSantolo), (Middletown, 15 de septiembre de 1923-Íb., noviembre de 1995) fue un músico y actor estadounidense, de origen italiano.

## Biografía
Sufrió poliomielitis de niño y pasó una corta parte de su vida en silla de ruedas. Aunque se recuperó, quedó con una leve cojera.
Estudió Derecho y se graduó en la Universidad de Miami. Vivió la mayor parte de su vida en Miami, Florida. Se casó con Eleanor Korn. No tuvo hijos.
Buffy Dee era dueño de un club en Miami y baterista de Carmen Cavallaro, además de actuar en diversas producciones de cine y televisión, generalmente filmadas en Miami. Probablemente sea más recordado (al menos por el público europeo) como el supervillano "K-1" en la comedia de acción italiana Nati con la camicia (1983).

## Filmografía
- El maxipolicía (1993) (Serie TV-1 episodio)
- Pesadilla en la playa (1989)
- Miss Caribe (1988)
- Aladino (1986)
- Dos superpolicías en Miami (1985)
- Corrupción en Miami (1984) (Serie TV-1 episodio)
- Nati con la camicia (1983)
- El superpoderoso (1980)
- ¡Dale fuerte! Jerry (1980)
- Mako, el tiburón de la muerte (1976)
- Un detective curioso (1975)
- Robo en el museo (1975)
- Caribe (1975) (Serie TV-1 episodio)
- Kojak (1974) (Serie TV-1 episodio)
- Fría como un diamante (1973)
- Su propio infierno (1962)